# 855 Ньюкомбія
855 Ньюкомбія (855 Newcombia) — астероїд головного поясу, відкритий 3 квітня 1916 року.
Тіссеранів параметр щодо Юпітера — 3,505.